# Российская грекокатолическая церковь
Российская католическая церковь византийского обряда (РКЦВО) (лат. Ecclesia Graeco-Catholica Russiae, иначе Российская греко-католическая церковь) — восточнокатолическая церковь sui iuris («своего права»), созданная для католиков, практикующих византийский обряд на территории России, и для русскоязычных византокатоликов в эмиграции, в т. н. Русском апостолате. В её рамках создано два апостольских экзархата в России (1917) и в Харбине (Китай, 1928). В настоящее время оба экзархата не имеют своих иерархов.
В определённом отношении русские католики византийского обряда могут считать родоначальниками своей традиции митрополита киевского Исидора и тех русских церковных деятелей, которые пытались ранее достигнуть полноты общения русской Церкви с Церковью Рима.

## Появление общины
Предыстория РКЦВО восходит к принятию католичества философом Владимиром Соловьёвым, которое произошло 18 февраля (1 марта н.ст.) 1896 года в доме у священника Николая Толстого, который присоединился к Римскому Престолу двумя годами ранее. После присоединения Соловьёва во время совершённой им Божественной литургии византийского обряда отец Николай был вынужден уехать из России из-за давления полиции. К этому времени в Санкт-Петербурге уже существовал религиозно-историософский кружок княгини Елизаветы Волконской (перешедшей в 1897 году в католичество и ставшей его апологетом) и философа Владимира Соловьёва.
Важным для истории РКЦВО событием стало то, что православный священник-миссионер Алексей Зерчанинов принял католичество после самостоятельного изучения церковной истории и святоотеческих трудов по вопросам сравнительного православно-католического богословия, а также после знакомства с идеями Соловьёва о христианском единстве. Он был осуждён за свой шаг на длительное заключение в монастырской тюрьме. Действительно, ведь только после издания указа Николая II об «укреплении начал веротерпимости» от 17 апреля 1905 года православные подданные Российской империи получили право менять вероисповедание.
Тогда, благодаря стараниям племянницы российского премьера Петра Столыпина Натальи Ушаковой, 57-летний священник Алексей Зерчанинов, бывший благочинный Нижегородской епархии, был освобождён из ссылки, и стал священником католической общины. Было также направлено прошение об утверждении общины и разрешении на открытие церкви. До открытия церкви литургии служились в комнате отца Алексея Зерчанинова.
В то время община католиков византийского обряда включала в себя Наталью Ушакову, князя Белосельского, княжну Елену Долгорукую, Гончарова, Яновскую, Потёмкину и Любовь Дмитриевну Фёдорову, мать будущего экзарха русских католиков Леонида Фёдорова.

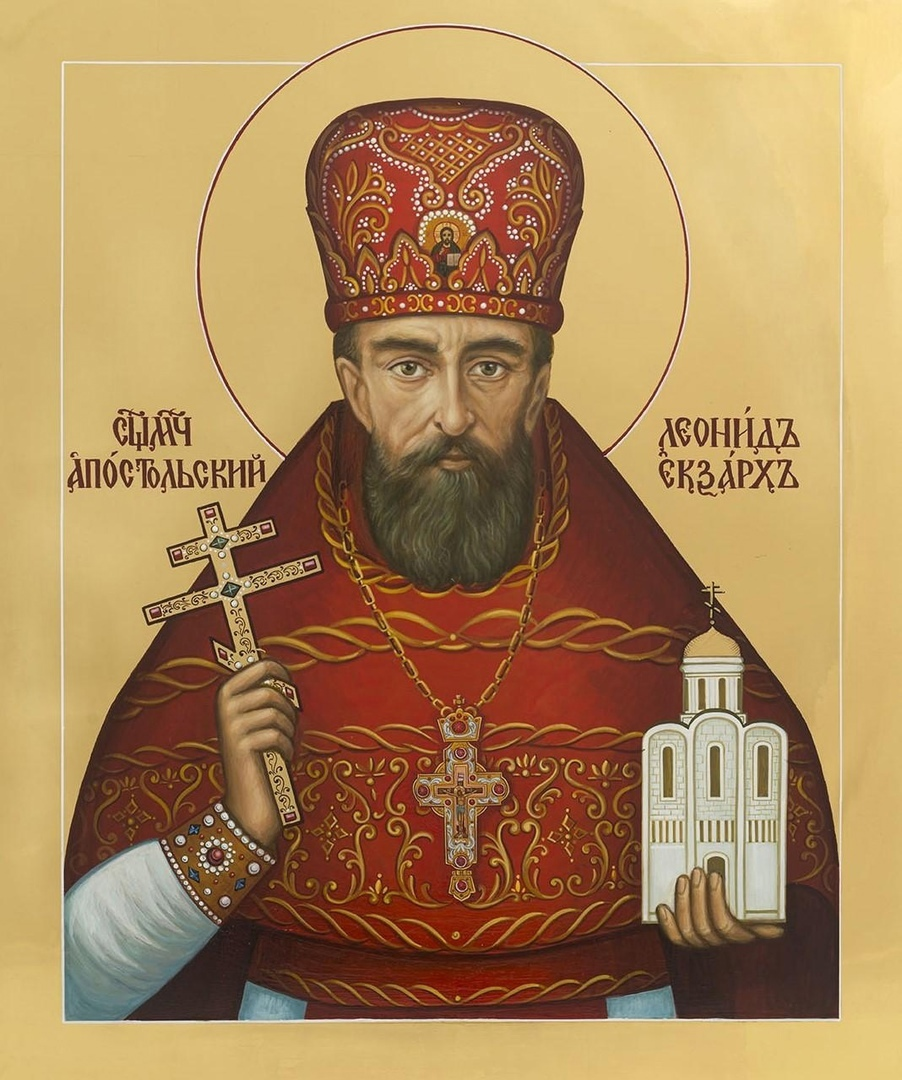
Икона блаженного экзарха и священномученика Леонида Фёдорова

В мае 1908 года кардинал Гаспари именем Папы Римского назначил Алексея Зерчанинова главой миссии русских католиков восточного обряда. В документе, датированном 22 мая 1908 года и написанном на латинском языке, Папа Пий X предписывал общине «со всякой строгостью соблюдать греко-славянский обряд в его чистоте, не допуская ни малейшего смешения с латинским или любым другим обрядом». Осенью 1908 года общину посетил митрополит Андрей Шептицкий, найдя при ней также и сестричество милосердия. Под церковь в Санкт-Петербурге решено было отдать мансарду по адресу Полозова улица, дом 12, принадлежавшую одной из прихожанок, которую освятили 28 марта 1909 года отец Алексей Зерчанинов и отец Евстафий Сусалев — старообрядец Белокриницкого согласия, вошедший в полное единство со Святым Престолом в 1908 году.
В марте 1911 года русские католики были переведены под юрисдикцию Могилёвского архиепископа Викентия Ключинского. После этого Департамент духовных дел иностранных вероисповеданий Министерства внутренних дел в июле 1912 года через архиепископа Ключинского передал отцу Иоанну Дейбнеру бумагу, допускающую существование Русской католической церкви и назначающую рукоположённого в 1903 году вышеупомянутого священника её настоятелем. Ему разрешалось заводить метрические книги для записи рождений, крещений, венчаний, отпеваний.
Было решено искать новое помещение для церкви, так как в старом становилось тесно, да к тому же стала протекать крыша. В сентябре 1912 года нашли несколько комнат с отдельным входом на втором этаже дома 48/2 по Бармалеевой улице. Церковь Святого Духа открыли в этом помещении 30 сентября 1912 года. В 1913 году о. Иоанн начал издавать журнал «Слово Истины», где публиковались статьи и католиков, и православных, который выходил до 1918 года.
10 (23) февраля 1913 года в церковь Святого Духа вместе с нарядом полиции вошёл викарный епископ Санкт-Петербургской православной епархии Никандр (Феноменов). Он прервал службу, сказал собравшимся, что их обманывают, и провозгласил анафему тем, кто не выйдет вместе с ним. Но никто не вышел, и о. Иоанн Дейбнер спокойно продолжил службу.
21 февраля (6 марта) 1913 года церковь Святого Духа закрыли и опечатали. Отец Алексей перебрался служить в часовню при соборе св. Екатерины на Невском проспекте. Тем не менее, службы в церкви Святого Духа продолжали тайно совершаться, так как кроме опечатанного входа в неё имелся также вход из соседней квартиры, где жил о. Иоанн. Обычно дверь была заставлена шкафом, поэтому полиция её не заметила. На Пасху 1914 года службы были совершены в опечатанной квартире с завешенными коврами окнами и дверьми. С 1916 года богослужения для католиков византийского обряда стали также совершаться в храме Иоанна Крестителя при Пажеском корпусе на ул. Садовой, д. 26. За их проведение отвечал ещё один священник РКЦВО — отец Глеб Верховский, который служил в северной столице до 1918 года.

## Русский экзархат восточного обряда

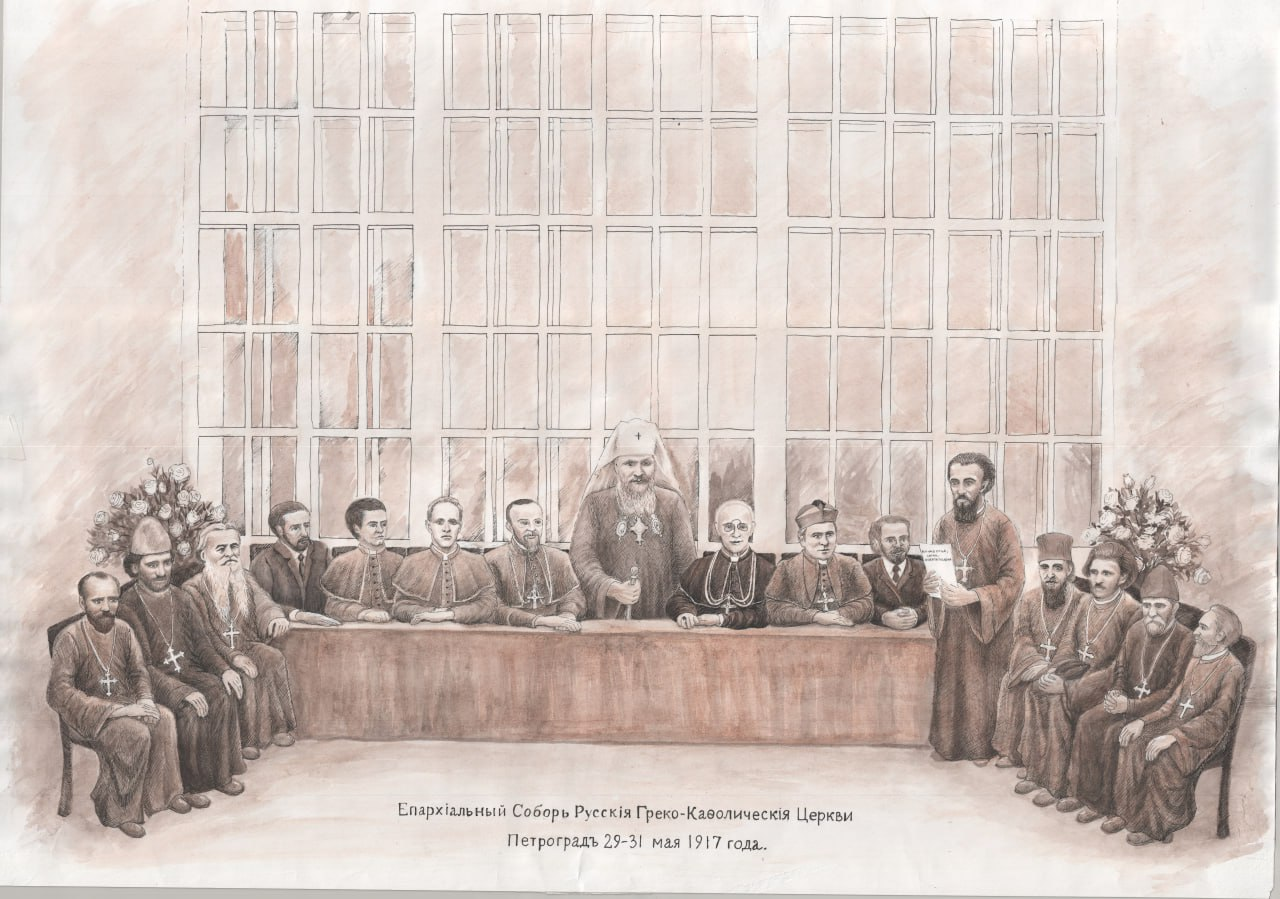

Церковь Святого Духа вновь была открыта после Февральской революции 1917 года. 29 мая 1917 года в актовом зале гимназии при соборе св. Екатерины начался Первый и учредительный Собор Русской Католической Церкви, на котором присутствовали все католические священники восточного обряда, а также представители от мирян. На нём митрополит Андрей Шептицкий установил в России экзархат и его главой назначил о. Леонида Фёдорова с титулом митрофорного протопресвитера, а затем владыка подтвердил его полномочия в Риме в феврале 1921 года в Конгрегации восточных церквей. Результатом Собора стали 68 пунктов постановлений, отвечавших на наиболее актуальные вопросы церковной жизни русских католиков. Особое внимание уделено неприкосновенной целостности богослужебных форм русского славяно-византийского обряда, согласно распоряжению Папы Пия X, который лично повелел сохранять обряд неизменным: «nec plus, nec minus, nec aliter» — «без прибавлений, опущений и изменений».
В июле 1917 года Русский экзархат восточного обряда был утверждён Временным правительством. В октябре 1917 года Временное правительство признало за экзархатом право на жалование и на церковь в столице. Под неё должны были передать бывший иезуитский дом на углу Екатерининского канала и Итальянской улицы, но этого не произошло из-за Октябрьской революции.
Напомним, что перед открытием Собора митрополит Андрей Шептицкий за литургией, совершённой в Мальтийской капелле, рукоположил Владимира Абрикосова в священники византийского обряда и назначил настоятелем московского католического прихода византийского обряда. В московской квартире Владимира и его жены Анны Абрикосовой совершались богослужения русского католического прихода византийского обряда в честь Рождества Пресвятой Богородицы. Анна Абрикосова (мать Екатерина) основала в Москве женскую общину Третьего доминиканского ордена, которую первоначально духовно окормлял отец Владимир. В 1920—1922 в доме Абрикосовых проходили собеседования представителей католической и православной церквей, в которых участвовали и московские интеллигенты. Такая деятельность была сочтена контрреволюционной, и Владимир Абрикосов в 1922 был выслан за границу. Мать Екатерина могла выехать вместе с ним, но не хотела оставлять созданную ей общину, которая в 1923 была официально принята в Доминиканский орден.
На начало 1918 года в России было 8 священников восточного обряда, из них 7 проживало в Петрограде, и около 1000 прихожан, из них более 400 в Петрограде. В 1920 году о. Леонид познакомился с Юлией Данзас, бывшей фрейлиной императрицы Александры Фёдоровны, сотрудницей иностранного отдела Публичной библиотеки и преподавательницей истории Петроградского педагогического института, которая после многих лет религиозных исканий собралась присоединиться к Католической Церкви. Она решила стать монахиней и сняла квартиру в доме, где жил о. Леонид (на углу Подрезовой улицы и Малого проспекта) для создания монашеской общины. Вместе с ней там поселилась Екатерина Башмакова. 14 сентября 1921 года была создана монашеская община Святого Духа.
В этом же году с Католической Церковью воссоединяется Сергей Михайлович Соловьев — православный священник, философ и поэт, племянник Владимира Соловьева. Ранее он окончил Московскую духовную академию и получил степень кандидата богословия, став доцентом на кафедре патрологии, где преподавал патристику. До своего перехода в католицизм Соловьев был активным участником заседаний «Общества поборников воссоединения церквей», сохранив дружелюбное отношения к православным верующим и духовенству и поддерживая с ними контакты всю жизнь. В 1923 году он служит в московской общине католиков византийского обряда. После ареста блаженного Леонида Федорова апостольский администратор Пий Невё назначил отца Сергия вице-экзархом для католиков синодального обряда. В 1927 году в качестве вице-экзарха он призывает несогласных с Декларацией митрополита Сергия о лояльности советской власти православных священников воссоединиться с Католической Церковью. Однако, монсеньор Невё призвал Соловьева уничтожить листовки с соответствующим названием. В 1928 году отец Сергей тайно служит в Саратове. В 1931 году Соловьев был арестован, что подорвало его психическое здоровье за полтора года заключения — поэтому приговор в 10 лет исправительно-трудовых лагерей был заменен сначала ссылкой в Казахстан, а затем лечением в психиатрической лечебнице. После краткого пребывания на свободе в 1932 году он был снова помещен на лечение, которое не прекращалось до самой его смерти в 1942 году.
В 1922 году о. Леонид так оценивал положение своего экзархата: «У нас два центра русских католиков. Один в Петрограде, другой в Москве. В Петрограде у нас около 70 верующих, в Москве — около 100, в Саратове пока только 15. Более того, у нас более 200 верующих рассеяно по всем городам и селениям нашей огромной страны… Некоторые покинули Россию между 1918 и 1919 годами, чтобы спасти свою жизнь или поискать лучших условий жизни. Некоторые умерли от голода или различных болезней. Число таких, которые покинули нас, доходит до 2-х тысяч…».
В декабре 1922 года церковь Сошествия Святого Духа была вновь закрыта и опечатана. Богослужения происходили в храме за закрытыми дверями (второй вход в него не был опечатан по невнимательности), алтарь был заставлен ширмой, чтобы «ничего подозрительного в глаза не бросалось». В январе 1923 года митрополит Андрей Шептицкий подчинил Леониду Фёдорову греко-католиков в Беларуси.
Предчувствуя арест, 4 марта 1923 года о. Леонид поручил временное управление северной частью экзархата о. Алексею Зерчанинову, а о. Епифаний Акулов (иеромонах Александро-Невской лавры, перешедший в католичество летом 1922 года) был назначен несменяемым заместителем настоятеля закрытой церкви Святого Духа. Вечером того же дня о. Леонид выехал в Москву и там был арестован. В июле 1923 года была ликвидирована приходская община в Петрограде, а её помещения в доме на перекрестке улиц Бармалеева и Большой Пушкарской были отданы под жилые квартиры.
Преемником о. Леонида был назначен Климентий Шептицкий, формально ставший вторым российским экзархом c 9 октября 1939 года, хотя на практике осуществлять свои обязанности он не имел возможности.
После ареста о. Леонида в квартире Данзас продолжал служить о. Епифаний, а по праздникам службы совершались в церкви святого Бонифация на Церковной улице. 11 ноября 1923 мать Екатерина и половина сестёр московской общины были арестованы, позднее их судьбу разделили почти все остальные сёстры и многие московские католики. Они были обвинены в создании контрреволюционной организации, передаче информации в Ватикан о преследованиях верующих в СССР. Тем не менее, в апреле 1926 года эта община пополнилась ещё одной монахиней — новообращенной Норой Рубашовой (в постриге — Екатериной), которую крестил отец Сергий Соловьев. 17 ноября 1923 года был арестован о. Иоанн Дейбнер, а в июне 1924 года — последний в Ленинграде священник восточного обряда о. Алексей Зерчанинов. В нескольких римо-католических храмах служил отец Епифаний Акулов, но перед окончательным уничтожением ленинградского католического сообщества власти запретили ему совершать византийские литургии, разрешив только мессы.
В начале 1927 года были арестованы ещё 14 русских католиков, среди них были сестра Евпраксия (Е. А. Башкова) и Елена Беляева, их обвинили в том, что они обучали детей катехизису. В мае 1931 года по делу настоятеля храма св. Станислава о. Стефана Войно была арестована ещё одна группа из общины русских католиков. И вышеупомянутая сестра Екатерина Рубашова была арестована 15 февраля 1931 года за принадлежность к Российской католической церкви византийского обряда. Она провела несколько лет под арестом и в лагерях (1931—1936 гг., 1948—1956 гг.). После освобождения в конце 1950-х гг. сестра Екатерина посещала московскую церковь Святого Людовика и объединила вокруг себя уцелевшую общину русских католиков.
В ноябре 1932 года в католичество тайно переходит бывший викарий Московской епархии епископ Варфоломей Ремов. Он сделал это через апостольского администратора в Москве епископа Пия Эжена Невё. Епископ Варфоломей Ремов был арестован и расстрелян в 1935 году за отказ от передачи информации о верующих в НКВД. Оставшиеся в Ленинграде русские католики были арестованы в августе 1937 года, и почти все они были расстреляны в Левашовской пустыни.

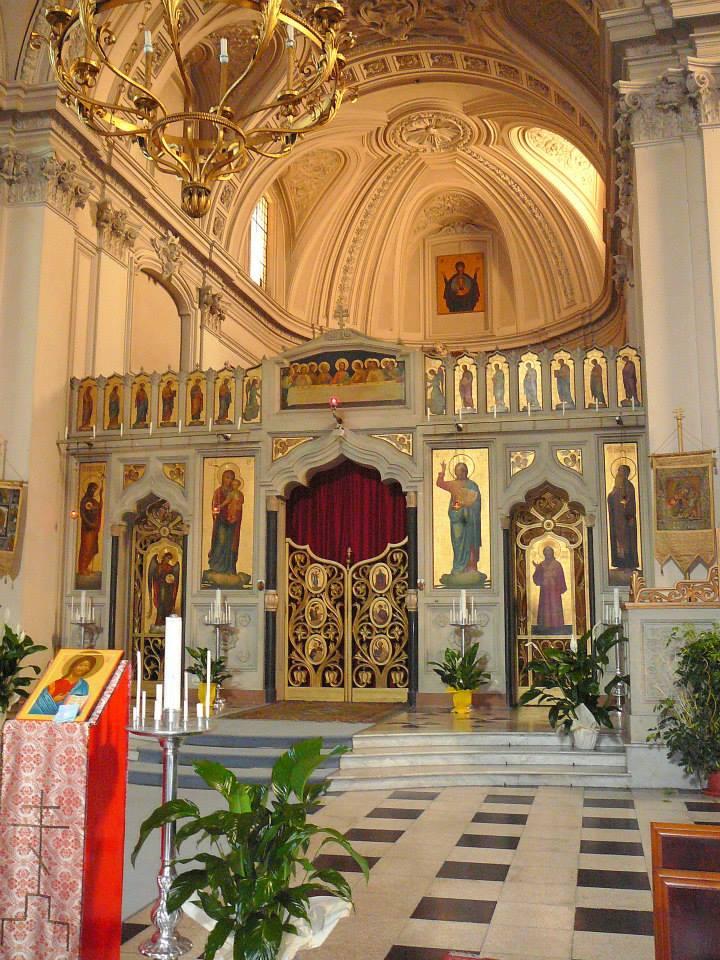
Церковь св. Антония при Руссикуме в Риме, центр Русского апостолата

## В эмиграции
В эмиграции традиции Российской католической церкви продолжил т. н. Русский апостолат. В 1936 году для потребностей русских католиков восточного обряда в эмиграции был назначен епископ Александр Евреинов (скончался в 1959 году).
Его заменил епископ Андрей Катков, который умер в сентябре 1996 года (в последние годы своей жизни находился на покое), его сменил протопресвитер Георгий Рошко.
Заметную роль в Русском апостолате играл уже упомянутый нами выше религиозный историк и католический теолог Юлия Данзас, которая была освобождена из советских лагерей благодаря знакомству с Максимом Горьким и его ходатайствам за неё.
Она работала в доминиканском центре по изучению России «Истина» в Лилле. Во Франции издавала журнал «Russie et Chrétienté» и выпустила анонимные воспоминания о Соловецком лагере, а также несколько книг по истории русской религиозной мысли. В 1940 году Юлия Данзас переехала в Рим, где провела последние два года своей жизни и где читала лекции в папской коллегии «Руссикум».
В 1957 году был основан Успенский русский женский монастырь в Риме. Целью его общины стала молитва за Россию и экуменическое движение, вдохновлённая фатимскими явлениями Пресвятой Богородицы. Вскоре монастырь стал папским, и в 1959 году Иоанн XXIII благословил постриг в мантию для четырёх насельниц обители.
В 2014 году в монастыре постоянно трудились семь послушниц: русские, украинки и даже одна итальянка. По желанию они могут перейти от общежительной к затворнической жизни.

## Современное положение

### Новейшая история РКЦВО
В ходе гонений на католиков в СССР русский экзархат фактически был уничтожен, оставшиеся общины прекратили существование. Его неформальное возрождение началось с октября 1979 года, когда московская группа католиков, собиравшаяся на квартире у сестры Екатерины Рубашовой, организовывала подпольное совершение Божественной литургии византийского обряда католическим священником византийского обряда из Ленинграда о. Георгием Фридманом, который приезжал в Москву инкогнито. Из московских интеллигентов сестру Екатерину посещали переводчица Наталья Трауберг, философ Юлий Шрейдер и филолог Сергей Аверинцев.
Затем, после легализации Римско-католической церкви в России, несколько общин украинских греко-католиков, депортированных после Великой Отечественной войны в Кузбасс, были также легализованы и административно подчинены латинской Апостольской администратуре в Новосибирске.
В 1991 году в РКЦВО был принят бывший священник РПЦ Андрей Удовенко. Отец Андрей воцерковился в 1977 году в Русской православной церкви. В те годы он плотно дружил с известным миссионером Георгием Кочетковым и изучал его опыт катехизации и просветительской деятельности. Кроме того, он писал рассказы и эссе на религиозно-философские темы и был одним из первых организаторов встреч в формате библейских групп в позднесоветское время, где миряне изучали Священное Писание с толкованием святых отцов и совместно молились в неформальной обстановке. Эти собрания проходили в мордовском Саранске. Воссоединившись с РКЦВО, он создал и возглавил приходскую общину во имя апостолов Петра и Павла, которая существует с начала 1990-х гг. в Москве. Проводятся богослужения по субботам, воскресеньям и основным праздникам, а также ежегодные реколлекции и регулярные библейские и молитвенные группы для мирян. В 1990-е гг. богослужения проходили в арендованном помещении в школе, а затем в общине у сестер матери Терезы и некоторых других местах. В последние годы прихожане отца Андрея собираются в приходе святой Ольги.
В начале 1990-х годов несколько кандидатов из сибирских общин католиков византийского обряда отправились на обучение в монастыри и семинарии Украинской греко-католической церкви в Галицию. Среди них были будущие священники Алексей Баранников и Андрей Зверев. Последний начал свое служение в конце 1990-х в Омске и Саргатском. Также отец Андрей занимался организацией общины католиков византийского обряда в Томске. В 2001—2018 гг. Зверев служил верным Челябинска и Копейска, принадлежащим приходам Святого Духа и Иосафата Кунцевича, параллельно исполняя обязанности секретаря ординария РКЦВО — епископа Иосифа Верта. В конце жизни отец Андрей также способствовал становление общины католиков византийского обряда в Екатеринбурге.
В 1989 году в Москве действовал священник Стефано Каприо, у которого было несколько последователей, составивших небольшую восточную общину в Москве. Свой пастырский путь он начал в 1985 году, когда был рукоположён в сан католического священника византийско-славянского обряда, в этом же году получив степень лиценциата по теологии, а спустя двадцать лет — степень доктора наук в этой же области (со специализацией по восточным церквям) в Папском восточном институте. Во время своего служения отец Стефано сотрудничал с исследовательским центром «Христианская Россия» в Сериате. В 1991 году он стал одним из основателей Института философии, теологии и истории святого Фомы в Москве, где до 2002 года преподавал патрологию и догматическое богословие (в этом же году он завершил свое служение в России).
В 1994 году в Омскую область приехал священник Сергий Голованов (уроженец Саранска), который был воцерковлен отцом Андреем Удовенко и впоследствии рукоположён епископом УГКЦ Софронием Дмытерко. С середины 1994 года он постоянно служит в России (после того, как он сдал экзамены за курс семинарии и защитил диплом), а в 1997 г. был легализован в качестве викария римско-католического прихода. На базе римско-католического прихода в пос. Саргатское был создан придел византийского обряда, духовная библиотека и иконописная мастерская.
Отец Сергий Голованов стал одним из первых церковных историков РКЦВО после её возрождения, написав несколько монографий и статей об истории католиков византийского обряда в советской России с 1917 по 1991 гг., а также о распространении католичества в среде русской эмиграции и о культурном влиянии католичества на это сообщество. Часть из них была переведена на английский язык. Не менее важно то, что он выступил в качестве переводчиков книг и статей по византийской литургике, в том числе представителя Русского апостолата отца Роберта Тафта. Кроме того, Голованов писал о поиске подходов к достижению церковного единства католиков и православных, о католических миссиях в Стамбуле и на территории бывшей Российской империи, о Руссикуме и Русском апостолате, а также об унионизме и экуменизме.
В 1997—2003 годы русские католики византийского обряда посылали петиции в Ватикан с просьбой назначить экзарха. В июле 2003 года в Москве состоялась встреча настоятеля русского прихода в Нью-Йорке о. Хуана Солеса со священниками и активистами с целью подачи коллективной петиции в Ватикан.
В 2004 году началось движение российских католиков византийского обряда за возрождение полноценной церковной жизни. В августе состоялось собрание части духовенства в Саргатском Омской области, получившее название «Саргатского собора». Однако его решения — в частности, принятие священником Сергием Головановым временного управления экзархатом на себя — не были признаны ни латинской иерархией в России, ни Римской курией.
В ноябре 2004 года благодаря помощи Иосифа-Марии де Вольф (1933—2005), главы Братства Кирилла и Мефодия (Кёльн), под Санкт-Петербургом состоялась трёхдневная встреча духовенства и мирян Российской католической церкви византийского обряда. Отец Сергий Голованов направил участникам встречи мирян приветственное послание, призывая верующих усиленно молиться и свидетельствовать о возможности единства христиан.

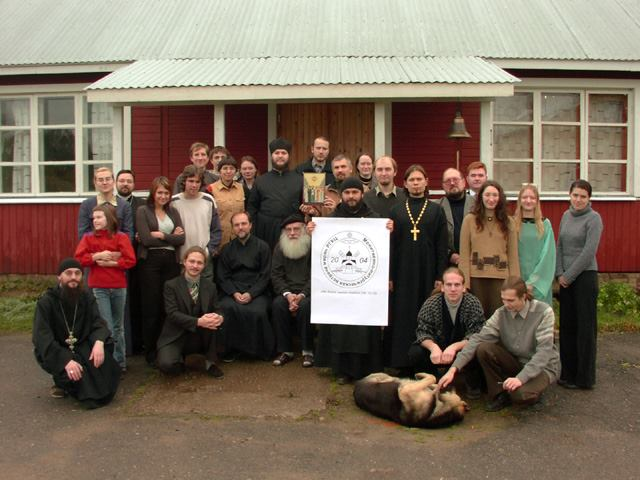
Встреча русских католиков византийского обряда, организованная Иосифом Де Вольфом в 2004

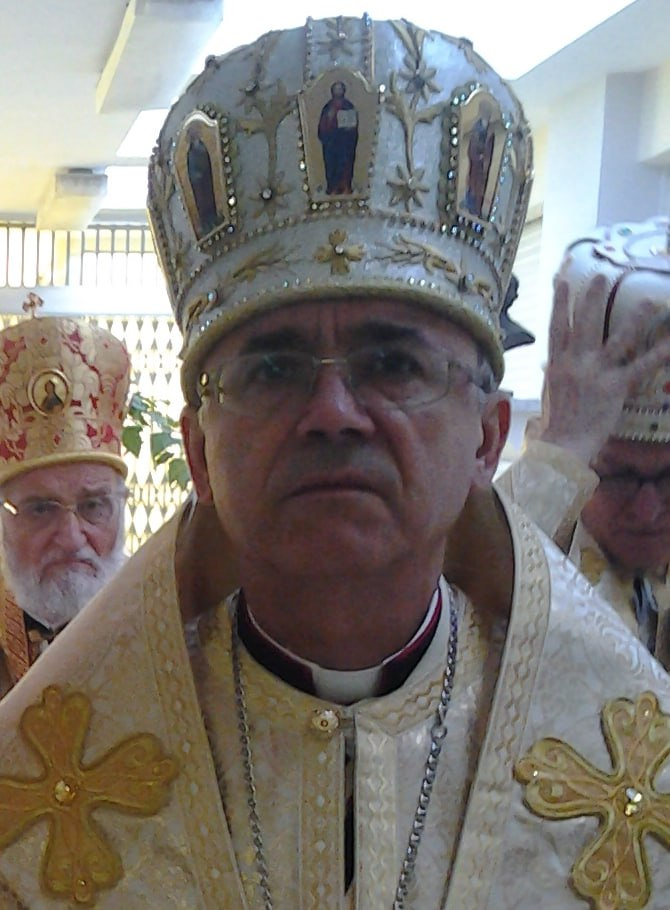
Епископ Иосиф Верт

Откликаясь на активизацию церковной жизни и крепнущее осознание российскими католиками византийского обряда себя как единой общности, 20 декабря 2004 года Конгрегацией по делам восточных церквей по благословению папы Иоанна Павла II ординарием для общин католиков византийского обряда на территории Российской Федерации был назначен епископ Иосиф Верт. Затем Владыка Иосиф был включен в состав Конгрегации по делам восточных церквей.
В 2004 году с Российской католической церковью византийского обряда воссоединился игумен Ростислав Колупаев, который внес большой вклад в исследование и описание истории РКЦВО. Преподавал исторические дисциплины в Москве, Калуге, Обнинске и Новосибирске, автор шести монографий и более чем двух десятков научных статей об истории русской христианской эмиграции. В 2013 году получил сана архимандрита. В одной из своих монографий он описал работу в Буэнос-Айресе бывшего ректора Руссикума иеромонаха-иезуита Филиппа де Режиса де Гатимеля, который стоял у истоков формирования общин из будущего Ординариата Аргентины для верных восточного обряда. Также отец Ростислав рассказал в этой же статье о служении одного из выпускников Руссикума — советника Конгрегации по делам Восточных церквей по русским вопросам и переводчика при официальной делегации РПЦ МП на Втором Ватиканском Соборе протоиерея Александра Кулика, который окормлял множество общин в Аргентине, Париже и Риме. Не менее важно и то, что Колупаев написал о священнике и выдающемся церковном историке Всеволоде Рошко и о его брате — полномочном визитаторе Конгрегации Восточных Церквей по руководству русским католическим служением в мире протопресвитере Георгии Рошко. Также отец Ростислав исследовал жизнь художников Леонида и Риммы Браиловских, которые приняли католичество и практиковали византийский обряд. Супруги Браиловские были близки с епископами Михаилом д’Эрбиньи, Александром Евреиновым и Андреем Катковым. Римма Браиловская стояла у истоков Музея русского религиозного искусства при Конгрегации восточных церквей в Ватикане и преподавала русский язык в Руссикуме. Таким образом, вклад архимандрита Ростислава Колупаева в историческое исследование жизни зарубежных деятелей Русского апостолата сложно переоценить.
Отметим, что на 2009 год насчитывается более 30 общин, рассеянных во всём мире, из них в Российской Федерации — 18 (в Москве — 4, по одной в Обнинске Калужской области, Санкт-Петербурге, Новосибирске, Томске, Челябинске, Копейске Челябинской области, Омске, Саргатском Омской области, Мегионе Тюменской области, Сургуте, Нижневартовске,Лангепасе, Прокопьевске и Новокузнецке Кемеровской области). В Москве литургии совершаются в крипте кафедрального собора Непорочного Зачатия Пресвятой Девы Марии. Кроме того, на регулярной основе проходят богослужения в общинах в Калининграде и Екатеринбурге.

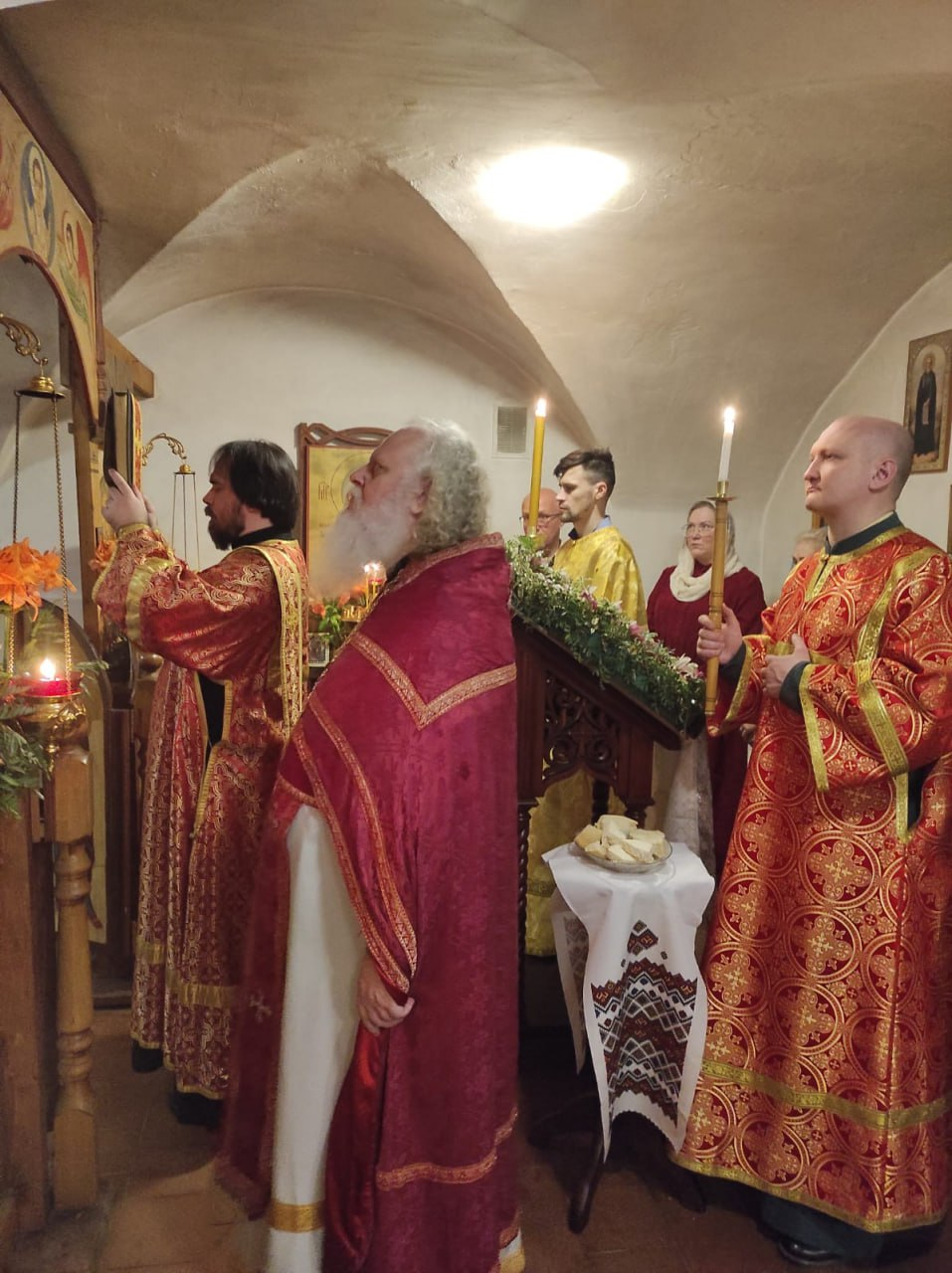
Приход Сошествия Святого Духа в Санкт-Петербурге. Божественная литургия

В 2007 году администратором прихода католиков византийского обряда в Санкт-Петербурге был назначен иеромонах Кирилл Миронов. До этого восточные богослужения в городе на Неве несколько раз совершались в домовой часовне общины Святого Креста. Этой общиной мирян руководил Павел Парфентьев. Затем под руководством отца Кирилла Миронова начались богослужения в помещении семинарии.
В 2015 году настоятелем был назначен священник Александр Бургос. Затем в Санкт-Петербурге был возрожден дореволюционный приход Сошествия Святого Духа. В 2016 году отец Кирилл Миронов написал иконы для приходского иконостаса. Для вышеупомянутой общины отцу Александру Бургосу удалось устроить небольшую церковь в крипте семинарии и вновь получить для неё официальную регистрацию в декабре 2018 года в Минюсте РФ. Впервые в современной России католический приход был зарегистрирован в качестве общины византийского обряда. Благодаря активному развитию общины и молодёжного служения в ней оформились несколько призваний ко священству.

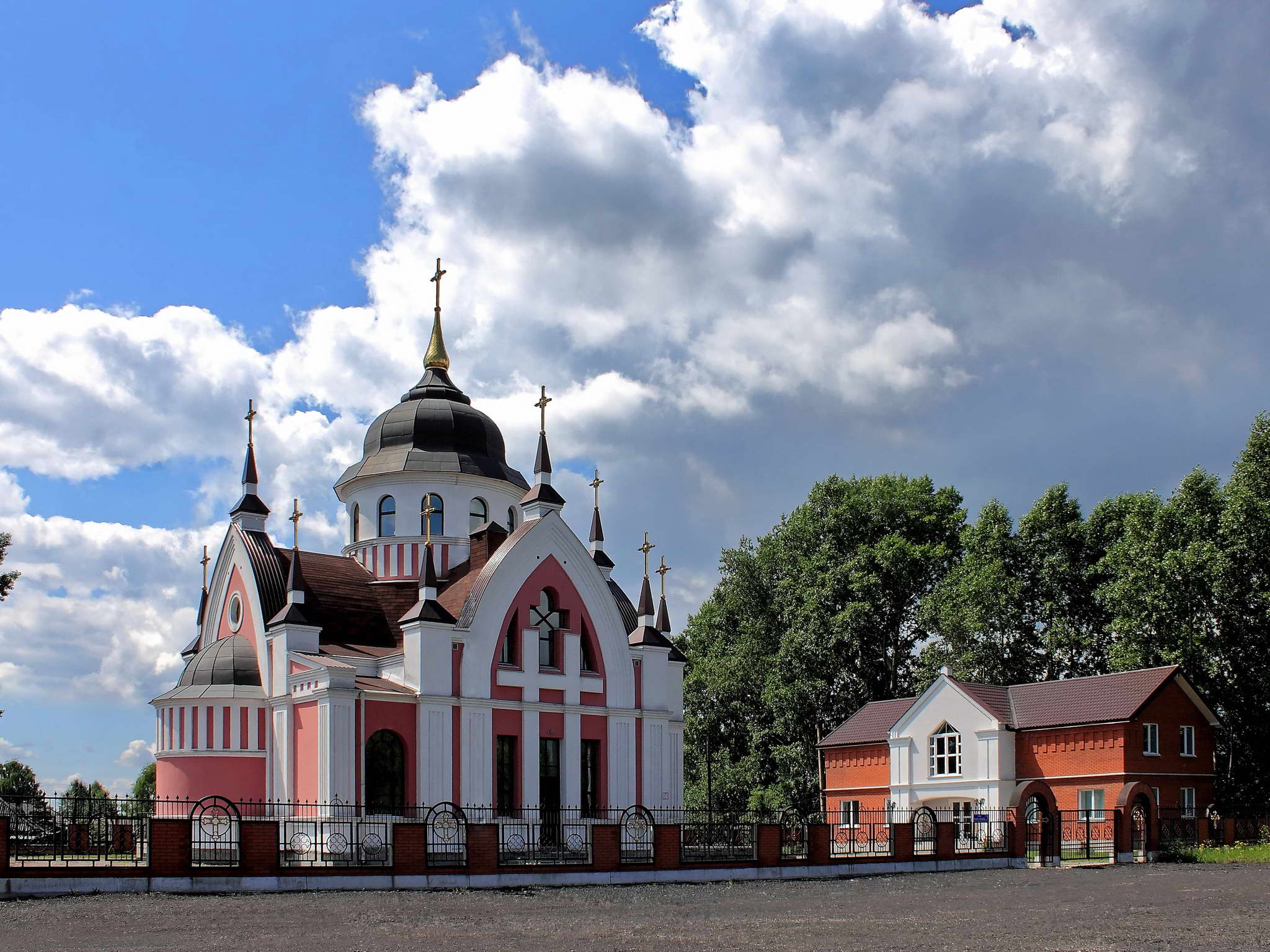
Католический храм святого Иоанна Златоуста

Отметим, что в Новокузнецке тайные богослужения начались значительно раньше — ещё в 1959 году — их проводил прокопьевский священник Василий Рудка. С 1982 года литургии начал совершать и священник-редемпторист Ярослав Сподар. Но официально приход был зарегистрирован в качестве структурной единицы Преображенской епархии только в 1993 году, а долгий путь от строительства общины до возведения храма Иоанна Златоуста продлился с 1998 по 2009 гг. (в 1998 г. для окормления верных в Новокузнецке был назначен отец Алексей Баранников).14 октября 2009 года в Новокузнецке был освящен храм во имя святителя Иоанна Златоуста. Приходу были переданы мощи святителя Иоанна Златоуста из Ватикана и блаженного Петра Вергуна, которые были вложены в освященный алтарь. Подчеркнем, что храм был возведен за четыре года. В 2014—2015 гг. отец Алексей служил верующим византийского и латинского обрядов Томской области из Кривошеино, Малиновки, Белостока, Новогорного, Парабели и Кожевниково. Сейчас отец Алексей вновь служит в Новокузнецке.
8 ноября 2011 года состоялась иерейская хиротония Павла Гладкова, который получил богословско-пастырское образование в Санкт-Петербургской высшей духовной семинарии и Ужгородской духовной академии.
Кроме того, с 14 по 16 сентября 2017 года состоялась конференция «Жить для истинной Церкви и Родины», приуроченная к 100-летию учреждения в России Апостольского экзархата для католиков византийского обряда. Конференция проводилась священником Александром Бургосом при участии Государственного Музея истории религии, предоставившего помещение для докладов. Участниками конференции были член редакционно-издательского совета «Российской Католической энциклопедии» Иван Лупандин, католический церковный историк Павел Парфентьев, настоятель московского прихода святого Игнатия Антиохийского священник Сергий Николенко, а также настоятель новокузнецкого прихода отец Алексей Баранников и священник Стефано Каприо.
В 2018 году в кафедральном соборе Пресвятой Троицы в Дрогобыче был рукоположён во священники отец Роман Мокрий, который в 2004 году получил философское и богословское образование в Папском салезианском университете, который до этого некоторое время служил в Санкт-Петербурге диаконом в приходе Сошествия Святого Духа. Ныне он несет свое пастырское служение в Прокопьевске в приходе храма Матери Божьей Неустанной Помощи.
В 2022 году епископом Иосифом Вертом был освящен самый большой католический храм византийской традиции в России в Нижневартовске и рукоположён в диаконы семинарист католической семинарии в Санкт-Петербурге Илья Астапов. 24 июня 2023 года в Преображенском кафедральном соборе г. Новосибирска он был рукоположён в пресвитеры, где затем и начал свое пастырское служение. Помимо этого, в семинарии продолжают обучение ещё двое представителей византийского обряда: католический публицист Максим Григорьев и пономарь Владимир Орловский.
Богослужения в общинах католиков византийского обряда на территории Российской Федерации в настоящее время ведутся на церковнославянском, русском и украинском языках, используется юлианский календарь.
Также по состоянию на 2023 год, священником из петербургского прихода Сошествия Святого Духа отцом Александром Бургосом организуются ежегодные встречи для молодежи из числа католиков византийского обряда. Две первых таких встречи состоялись в Нижнем Новгороде в 2018 и 2019 гг. В 2020 году мероприятие было отменено из-за санитарно-эпидемиологических ограничений. В 2021 году встреча молодежи прошла в Санкт-Петербурге.
В программу первой встречи в Нижнем Новгороде входили духовные упражнения (молитвенное уединение), доклады об идентичности Российской Католической Церкви восточного обряда и об исповедническом подвиге российского экзарха Леонида Федорова, а также беседа о духовных основах семейной жизни и священнических призваниях. На следующей встрече в Нижнем Новгороде присутствовал отец Иван Лега, недавно назначенный протосинкеллом РКЦВО (до него координацией российских греко-католиков занимались священники Андрей Старцев и Андрей Зверев). Участников встречи ждали совместные богослужения (преимущественно, вечерни и божественные литургии), духовные упражнения, доклады об истории и традициях христианских церквей восточной традиции, а также совместное паломничество на место явления Божией Матери в Серафимо-Дивеевский женский монастырь — которое также было организовано и годом ранее.
В 2021 году в Санкт-Петербурге участники молодёжной встречи обратились к духовному наследию петербургских представителей Российской Католической Церкви византийского обряда, в особенности участников основополагающего Учредительного собора апостольского экзархата, а также совершили паломничество по местам, связанным с жизненным путем экзарха Леонида Федорова. В 2022 году в Москве представители католической молодежи византийского обряда говорили о трудах верующих, принадлежавших к нашей традиции и живших в столице: митрополита Исидора, Патриарха Игнатия, архиепископа Варфоломея Ремова, священников Владимира Абрикосова и Николая Толстого, монахини Норы Рубашовой, матери Екатерины Абрикосовой, архитектора Леонида Браиловского и художницы Риммы Браиловской, а также философа Владимира Соловьева. Конечно же, посещение столицы не обошлось без паломничества к местам, связанным с первыми католиками византийского обряда в России: их первой домашней церкви — Лурдского домового храма отца Николая Толстого, а также места, где когда-то существовала община доминиканских сестер и прихода Рождества Богородицы, который существует до сих пор в Москве. Кроме того, паломники посетили Храм Христа Спасителя, Музей Русской иконы, Музеи Московского Кремля, Архангельский, Благовещенский и Успенский соборы, храм Ризоположения Пресвятой Богородицы и колокольню Ивана Великого, церковь Казанской иконы Божией Матери и Красную площадь. В июле 2023 года состоялась очередная молодёжная встреча для католиков византийского обряда во Владимире, которая была посвящена духовному наследию второго экзарха РКЦВО — митрополита Климентия Шептицкого. На могиле блаженного участники провели Божественную литургию.

### Съезды духовенства РКЦВО
С 24 по 26 октября 2017 года в Санкт-Петербурге состоялась встреча духовенства, монашествующих и верных, представлявших приходы византийского обряда России, организованная настоятелем местного прихода Сошествия Святого Духа священником Александром Бургосом. Встреча была задумана как юбилейная. В 2017 году российские католики восточного обряда отмечают двойной праздник — столетие фатимских явлений Пресвятой Богородицы и столетие официального существования своей церковной структуры. Именно этим темам и были посвящены предложенные собравшимся доклады. Пастырские встречи на протяжении многих лет проходят ежегодно в различных городах России. Среди них: Москва, Санкт-Петербург, Новосибирск, Томск, Екатеринбург и Челябинск.
С 5 по 9 июня 2023 года в чешском городе Велеграде состоялся Конгресс Российской Католической Церкви византийского обряда. Его участники выбрали основной темой для дискуссии в ходе встречи: «Восточное христианство в мире после Холокоста и ГУЛАГа». Затем они обратились к Святому Престолу с просьбой о благословении на регулярное проведение таких международных мероприятий. а также канонического урегулирования порядка литургического служения, церковного календаря и соблюдения постов.

### Почитание святых и икон в РКЦВО
Как известно, церковный календарь служит официальным источником сведений о почитании святых католиками византийского обряда. Его последняя версия была подготовлена Конгрегацией восточных церквей и одобрена Римскими Папами Пием XI и Пием XII. Её последнее издание вышло в свет в 2022 году по благословению ординария для католиков византийского обряда в России епископа Иосифа Верта и представляет собой репринтное издание, основанное на служебниках с 1940 по 1983 гг. издания. В этой книге, вышедшей под редакцией священника Александра Бургоса, описывается процесс становления календаря РКЦВО, который ранее был отражен также в исследовании Ильи Викторовича Семененко-Басина и священника Стефано Каприо о русских литургических памятях в славянском византо-католическом месяцеслове (Recensio Vulgata) середины XX века.
Среди самых известных русских святых, перечисленных в нём, можно выделить: равноапостольных Владимира и Ольгу, мучеников Бориса и Глеба, валаамских чудотворцев Сeргия и Гeрмана, преподобного Сергия Радонежского, святителя Стефана Пермского, Варлаама Хутынского, Антония и Феодосия Печерских, а также Евфросинию Полоцкую. Также есть ряд и менее известных святых: князья Федор, Давид и Константин; Никита Новгородский, Исайя и Леонтий Ростовские и Авраамий Смоленский. За признание этих и других святых, в том числе живших и после Великого Раскола 1054 года, высказался первый экзарх для католиков византийского обряда в России блаженный Леонид Федоров — на Кирилло-Мефодиевском Велеградском съезде 1911 года и Учредительном соборе РКЦВО в Петрограде в 1917 году. Кроме того, наши верные почитают иконы Пресвятой Богородицы: Иверскую, Казанскую, Владимирскую, Смоленскую, Донскую, «Всех скорбящих радость» и «Знамение». Посвященные этим иконам и святым праздники объединяют католиков византийского обряда с православными. Для них также не менее важно почитание Фатимской иконы Божией Матери, написанной в Санкт-Петербурге в 2006 году.
Число собственных святых Российской католической церкви византийского обряда невелико: в новейшее время Папой Иоанном Павлом II были прославлены в лике блаженных только первый экзарх РКЦВО протопресвитер Леонид Федоров (день памяти — 7 марта (22 февраля ст.ст.) и его преемник на данном посту архимандрит Климентий Шептицкий (день памяти — 1 мая (18 апреля ст.ст.). Их беатификация состоялась 27 июня 2021 года.

### Присутствие в медиасреде
Российская католическая церковь византийского обряда представлена в медиасреде официальным сайтом «Католики византийского обряда в России», а также сайтом прихода Сошествия Святого Духа в Санкт-Петербурге с разделом об истории общины и знаковых представителей РКЦВО из числа духовенства и мирян, а также месяцесловом, электронной библиотекой, разделами о катехизации и о Фатимском братстве. Петербургский приход также представлен в социальной сети «ВКонтакте» сообществом «Наш Приход Сошествия Святого Духа». Есть «ВКонтакте» и объединённое сообщество «Греко-католики Урала», в котором представлены общины из Челябинска, Копейска и Екатеринбурга.
Кроме того, существует ряд неофициальных площадок, связанных с РКЦВО. Среди них: портал «Христианская Россия», который учредил прихожанин храма Сошествия Святого Духа в Санкт-Петербурге Кирилл Белоусов. На его страницах публикуются новости и материалы об истории РКЦВО, а также о богословии восточной христианской традиции.
Также «ВКонтакте» существуют: неофициальное сообщество о русской восточно-католической духовной культуре «В доме Федорова», электронный греко-католический журнал «Русскій Каѳоликъ», сообщество верующих из СНГ и дальнего зарубежья «Восточный Католик» и личный апологетический блог семинариста Максима Григорьева «Лев и Игнатий». Последний проект был основан в 2015 году, его цель состоит в систематизации и проработке апологетического материала для последующего создания книги, которая заменила бы несколько устаревший труд священника Александра Волконского «Католичество и Священное Предание Востока».

### Структура
Существуют два экзархата Российской католической церкви византийского обряда:
- Российский апостольский экзархат[61];
- Харбинский апостольский экзархат[62].